# La Certosa
La Certosa, auch Isola della Certosa, ist eine Insel in der Lagune von Venedig. Sie hat eine Fläche von 24,2 ha und liegt zwischen dem östlichen Ende des historischen Zentrums von Venedig, Murano und Lido. Dabei bildet sie eine Inselgruppe mit Le Vignole sowie Sant’Andrea und dessen langer Halbinsel Forte S. Andrea. La Certosa liegt nur 250 m von S. Pietro di Castello entfernt und wenig mehr als 500 m vom Lido.

## Geschichte
Die Inselgruppe von La Certosa und Sant’Andrea liegt an einer der ehemaligen Haupteinfahrtstraßen von der Adria in die Lagune. Bis Anfang des 20. Jahrhunderts bestand La Certosa aus zwei Inseln, die von einem Kanal getrennt waren. Dieser wurde zugeschüttet, wie so viele in Venedig. Daher wird der nördliche Teil la nuova Certosa genannt, denn der südliche wurde früher besiedelt. Im Norden befindet sich noch heute eine vielfältige Flora, darunter der älteste Maulbeerbaum.
Im Dezember 1199 wurde hier eine Augustinergemeinschaft gegründet. Marco I. Nicola, Bischof von Castello, übergab es Domenico Franco, dem Priester von Santa Sofia in Venedig, zusammen mit dem zugehörigen Land. Das Kloster wurde dem Hl. Andreas geweiht. 1219 wurde die Kirche geweiht. 
Am 15. Juni 1424 wandte sich Papst Martin V. an den Abt des Benediktinerklosters San Giorgio Maggiore, um ihn dazu zu veranlassen, die wenigen verbliebenen Mönche auf andere Klöster zu verteilen. Der Senat bestimmte die Übergabe des Klosters an die Kartäuser von Florenz. Das Kloster erhielt den Namen San Bruno. Entsprechend ihrer Ordensregel bauten die neuen Bewohner fünfzehn separate Mönchszellen mit je eigenem Gärtchen und einem Brunnen. 
Mariano da Volterra, der erste Prior der neuen Kartause, sorgte für einige Ausbesserungen, doch auch 1430 wurden die Baulichkeiten als stark verfallen beschrieben. Zwischen 1490 und 1505 wurde das Kloster renoviert. Nach 1485 kam es zu Bonifikationen, die die Insellandschaft veränderten. So entstanden Alleen und Gärten. 1492 wurde die neue Kirche nach Plänen von Pietro Lombardo fertiggestellt. Maler wie Tizian, Vivarini und Tintoretto arbeiteten in ihr. Einige dieser Kunstwerke befinden sich heute in der Accademia. Die Insel wurde zur Grablege für zahlreiche venezianische Adlige und für zwei Dogen. 
Vor 1564 entstanden neue Wohngebäude für die Mönche. Um 1581 wurden die Rive, die Uferbefestigungen gebaut. Die Bewohner konnten vom Garten und vom Weinbau leben, aber auch von Schafen.
1576 traf die Pest die Insel und einige Gebäude mussten aufgegeben werden. Im Laufe des 17. Jahrhunderts wurden die Gebäude, wie der Glockenturm oder die Kirche beständig restauriert, 1721 wurde die Kirche nach umfassenden Arbeiten neu geweiht. Im 18. Jahrhundert gab es Überlegungen, den städtischen Friedhof hierher zu verlegen, doch blieb es bei San Michele. 
Im Dezember 1807 mussten die Mönche auf Befehl der Franzosen unter Napoleon ihre 15 Zellen aufgeben und die Insel verlassen. 1812 wurde das Munitionslager von 1632 durch ein neues ergänzt, die Kirche zum Depot umfunktioniert. Von den älteren Gebäuden blieb nur das casello delle polveri von 1632 erhalten, das am Südrand der Insel gegenüber von Sant’Elena liegt. Vom Kloster und seinem Garten, den Zellen und den Nebengebäuden ist fast nichts erhalten geblieben. Um 1870 wurden auf der Insel Segel gefertigt. 
Am 3. Januar 1953 explodierte auf der Insel ein mit Handgranaten gefüllter Waggon. Dabei kamen sieben Arbeiter ums Leben. 1958 wurde das jüngere Munitionslager gleichfalls aufgegeben, 1968 die kleine Kaserne.
Nach fast drei Jahrzehnten des Verfalls begannen 1997 Bemühungen, die Insel wieder bewohnbar zu machen. Cesare Scarpa und Flavio Cogo, die Leiter des Comitato Certosa e Sant'Andrea, forderten die Einrichtung eines städtischen Parks auf der Insel. Dazu wurde ein Certosa-Tag initiiert, an dem Tausende Venezianer teilnahmen. Das Regiment, das auf Sant' Andrea stationiert ist, stellte seine Aktivitäten im Norden von La Certosa ein. 2003 entstand, gefördert mit Mitteln der Provinz Venedig, eine Bildungsstätte zum Umweltschutz. 2004 konnten die renovierten Gebäude jungen Unternehmern übergeben werden, zu denen vor allem Ruder- und Segelfreunde zählten. Derzeit wird daran gearbeitet, den nahen Hafen, Forte di Sant'Andrea, wieder zu beleben. 2009 erschien eine Monographie zur Geschichte der Insel.

## Verkehr
Die Vaporetto-Linien 4.1/4.2 bzw. abends die Linien 5.1/5.2 der ACTV halten im Sommer grundsätzlich und im Winter auf Nachfrage an der Insel.